# Pieces of April
Pieces of April   (br: Do Jeito Que Ela É) é um filme lançado nos Estados Unidos no natal de 2003, conta a história de April Burne, interpretada por Katie Holmes. April era a ovelha negra da família, fugiu de sua casa no interior para no agito da cidade de Nova York com seu namorado. Sua mãe Joy (Patricia Clarkson), descobre que tem uma doença terminal, e April convida a família para uma ceia no dia de ação de graças. Entretanto, seu forno falha e então April, que nunca foi uma pessoa muito simpática, tem que contar com a ajuda de seus vizinhos.

## Elenco
- Katie Holmes ..... April Burns
- Derek Luke ..... Bobby
- Oliver Platt ..... Jim Burns
- Patricia Clarkson ..... Joy Burns
- Alison Pill ..... Beth Burns
- John Gallagher Jr. ..... Timmy Burns
- Alice Drummond ..... Grandma Dottie
- Isiah Whitlock, Jr. ..... Eugene
- Lillias White ..... Evette
- Sean Hayes ..... Wayne
- Sisqó ..... Latrell